# Cantón Coronel Marcelino Maridueña
Coronel Marcelino Maridueña es un cantón de la provincia del Guayas, en la República del Ecuador. Su cabecera cantonal es la ciudad de Coronel Marcelino Maridueña situada a 60 km de la ciudad de Guayaquil. Se encuentra al este de la provincia, asentada a 80 m s. n. m., su temperatura promedio es de 24 °C y una precipitación promedio anual de 1700 mm.
Recibe su nombre del coronel Marcelino Maridueña Quezada, destacado ciudadano del cantón Yaguachi que era propietario de una extensión de tierras, la misma que fue elevado a la categoría de parroquia el 24 de octubre de 1920, bajo la jurisdicción del cantón Yaguachi.
El cantón Coronel Marcelino Maridueña de la provincia del Guayas, fue creado por el H. Congreso Nacional del Ecuador, mediante ley expedida el 7 de enero de 1992, durante la presidencia de Rodrigo Borja Cevallos.

## Transporte y Acceso
Sus vías de acceso están asfaltadas, las cooperativas de buses que tienen como destino este cantón son:
- Cooperativa Marcelino Maridueña;
- CITIM ( ya no cruza)

## Producción
El cantón cuenta con una gran extensión de pastos. Es importante el cultivo altamente tecnificado de la caña de azúcar. Existen plantaciones de banano y otras frutas tropicales. En sus amplias zonas se cría ganado vacuno y caballar de razas seleccionadas y aves de corral. La principal actividad económica de su gente proviene de la dedicación a la industria azucarera que abastece al mercado nacional, la misma que proporciona gran fuente de trabajo para miles de obreros y técnicos que proceden de diversas regiones del país.
El suelo del cantón, en general es plano, en el paisaje se observan ligeras ondulaciones. 

## Gastronomía
Algo de su comida típica, destaca por preferencia de sus habitantes el arroz con menestra y carne asada Vale rescatar que existe una bebida denominada Ron Sideral, el que consiste en aguardiente destilado, aprovechando así la molienda de la caña de azúcar. 

## Turismo
Numerosos visitantes acuden a las modernas instalaciones de las fábricas, para observar el proceso de elaboración de azúcar y el papel, así como a admirar los hermosos paisajes naturales
En la actualidad, El GAD local, ha impulsado el turismo habilitando un sector a orillas del Río Chimbo como un balneario familiar. Denominado "La playita de Acapulco", en el cual, además de poder refrescarse en las aguas del río, con frecuencia se realizan shows artísticos y se puede encontrar locales de gastronomía local. 

## Fiestas
Entre las festividades se destacan el 24 de octubre día en que celebran la cantonización; el 4 de noviembre, que realizan una fiesta en honor a San Carlos Borromeo, Patrono del cantón; y el día de la Raza el 12 de octubre, fecha en la que realizan una serie de evento orientados a revivir sus orígenes montubios.
Se extiende hacia el Este de la Provincia. Antes fue parroquia del cantón Yaguachi. Su cantonización se efectuó el 7 de enero de 1992. La cabecera cantonal es la ciudad Marcelino Maridueña (San- Carlos), con una parroquia del mismo nombre.

## Escudo
El escudo es básicamente circular, formado por una gran rueda dentada que alude la importancia de la industria nacional dentro del cantón, representada por el ingenio San Carlos y en la parte interna encontramos el nombre del cantón, rematando lo anterior se destacan dos cañas cruzadas, este conjunto se encuentra rodeado por dos banderas unidas mediante dos pliegues en la parte inferior, en la parte superior hay un emblema flotante cuyos extremos rozan ligeramente las banderas laterales, en su interior leemos UNIDAD TRABAJO Y PROGRESO, que consideramos un lema apropiado para un cantón con grandes expectativas futuras, hay otros signos que simbolizan el inicio de una nueva era tales como un campo de cultivo, el sol naciente, un libro abierto, todos íconos de progreso y luz.

## Bandera
Es un rectángulo segmentado en cinco listones horizontales de colores verde y blanco alternados. Las cinco barras nos remiten a la bandera de la provincia del Guayas. Se ha preferido el color verde en mayor proporción, porque representa la feracidad de la tierra y su agricultura. En el extremo izquierdo se encuentra un triángulo amarillo que simboliza la riqueza que se genera en base al trabajo de los pobladores. El triángulo en esa ubicación es poco frecuente y muy llamativo, se han empleado los colores que constan en las bases aprobadas por el M. I. Concejo Cantonal. Bandera, escudo e himno, desde el 10 de agosto de 1996, símbolos de nuestra patria chica ocupan un alto sitial en el corazón de los oriundos de Marcelino Maridueña.

## Geografía.
El territorio que ocupa el cantón Marcelino Maridueña se extiende en un área de 337 km². Limita al norte con los cantones de Milagro y Naranjito; al sur con el cantón El Triunfo; al este con la provincia del Chimborazo, y al oeste con el cantón Yaguachi.
Su población es de 16 mil habitantes, la misma que se incrementa a 18 mil en época de cosecha de la caña de azúcar , la cual se lleva a cabo en la empresa más importante del cantón, el Ingenio San Carlos.

### Cantones limítrofes con Coronel Marcelino Maridueña
| Noroeste: Naranjito  | Norte: Naranjito | Noreste: Naranjito  |
| Oeste: El Triunfo    |                  | Este: Cumandá       |
| Suroeste: El Triunfo | Sur: El Triunfo  | Sureste: El Triunfo |